# Eudiporus bruneri
Eudiporus bruneri är en mångfotingart som beskrevs av Filippo Silvestri 1929. Eudiporus bruneri ingår i släktet Eudiporus och familjen fingerdubbelfotingar. Inga underarter finns listade i Catalogue of Life.